# Municipio de Oxford (Míchigan)
El municipio de Oxford (en inglés: Oxford Township) es un municipio ubicado en el condado de Oakland en el estado estadounidense de Míchigan. En el año 2010 tenía una población de 20526 habitantes y una densidad poblacional de 223,97 personas por km².

## Geografía
El municipio de Oxford se encuentra ubicado en las coordenadas 42°50′23″N 83°16′42″O / 42.83972, -83.27833. Según la Oficina del Censo de los Estados Unidos, el municipio tiene una superficie total de 91.65 km², de la cual 87.49 km² corresponden a tierra firme y (4.53%) 4.15 km² es agua.

## Demografía
Según el censo de 2010, había 20526 personas residiendo en el municipio de Oxford. La densidad de población era de 223,97 hab./km². De los 20526 habitantes, el municipio de Oxford estaba compuesto por el 94.87% blancos, el 1.35% eran afroamericanos, el 0.35% eran amerindios, el 1.15% eran asiáticos, el 0.05% eran isleños del Pacífico, el 0.64% eran de otras razas y el 1.59% pertenecían a dos o más razas. Del total de la población el 3.08% eran hispanos o latinos de cualquier raza.